# Ciacova

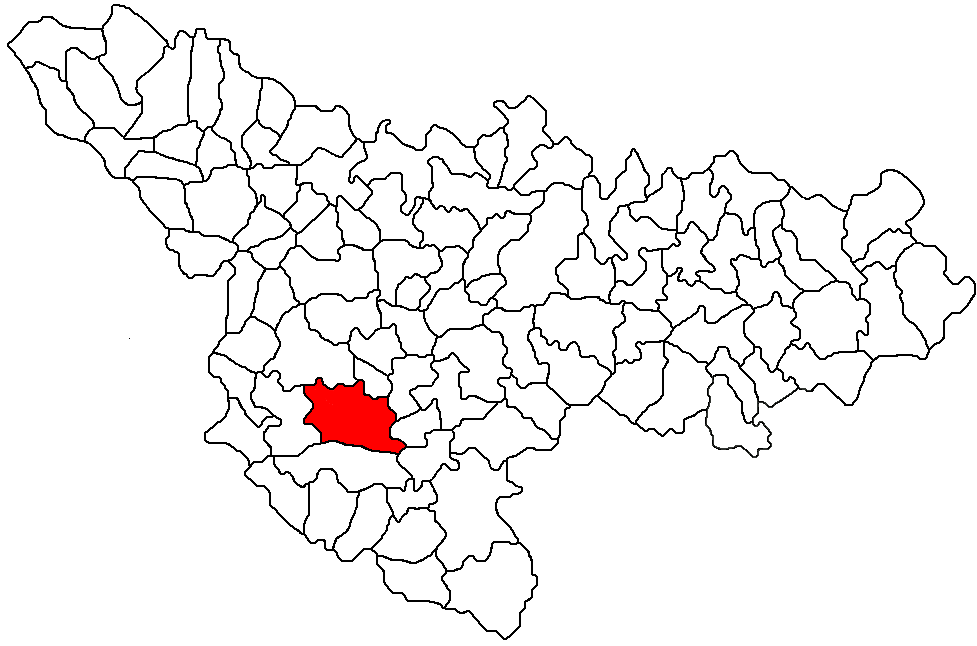
Lage von Ciacova im Kreis Timiș

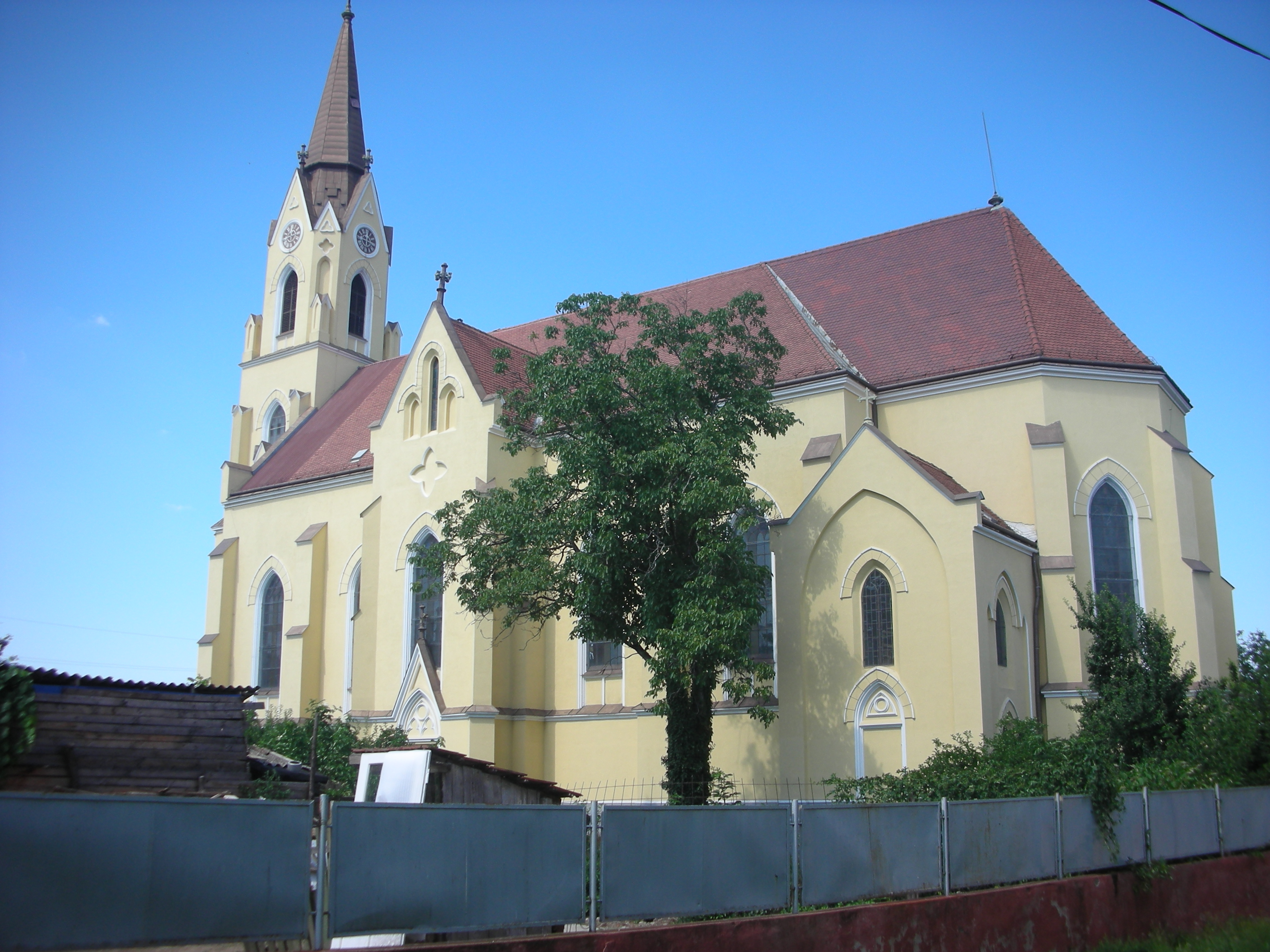
Römisch-katholische Kirche, Ciacova, 2008

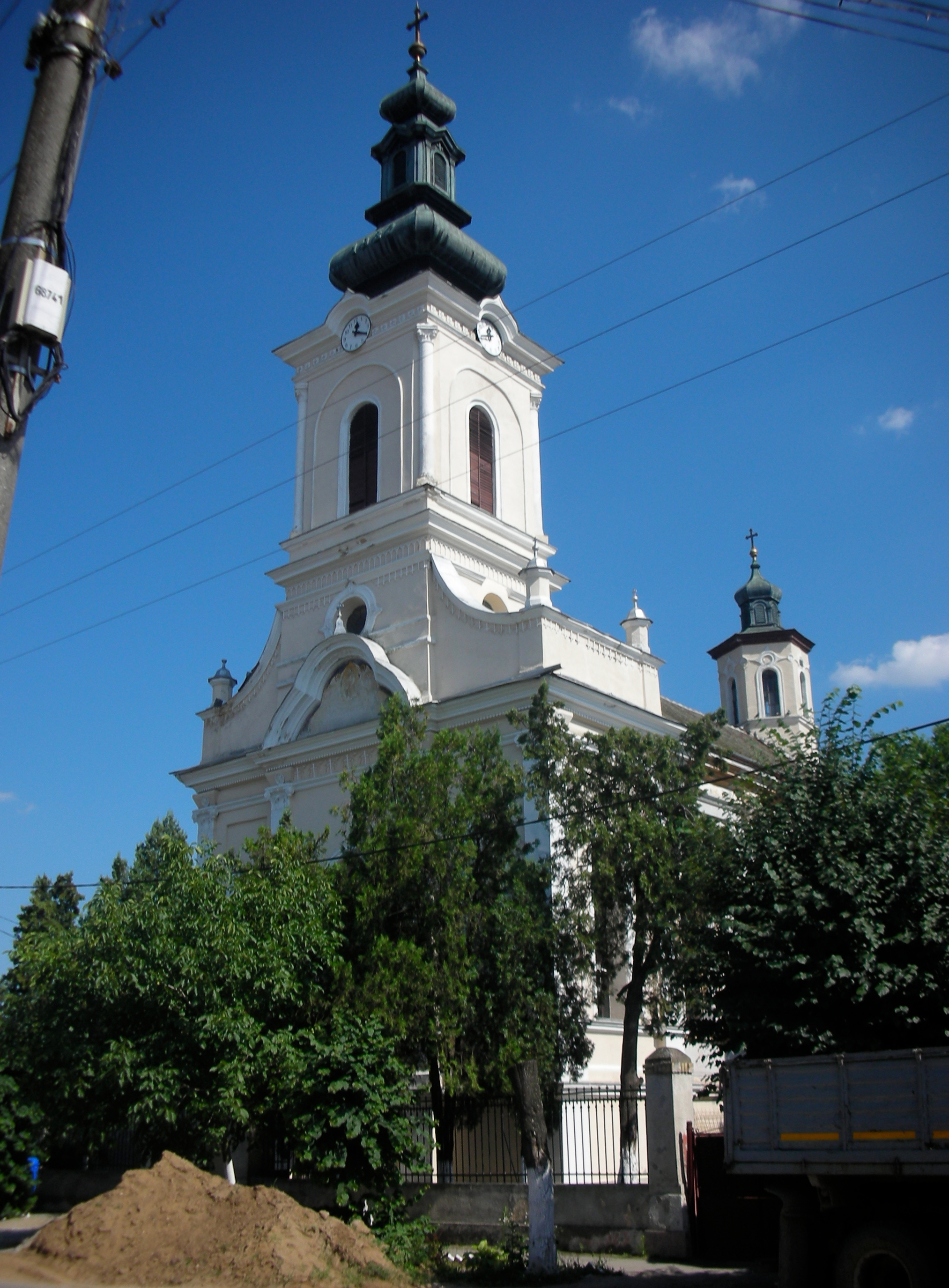
Rumänisch-orthodoxe Kirche, Ciacova 2008

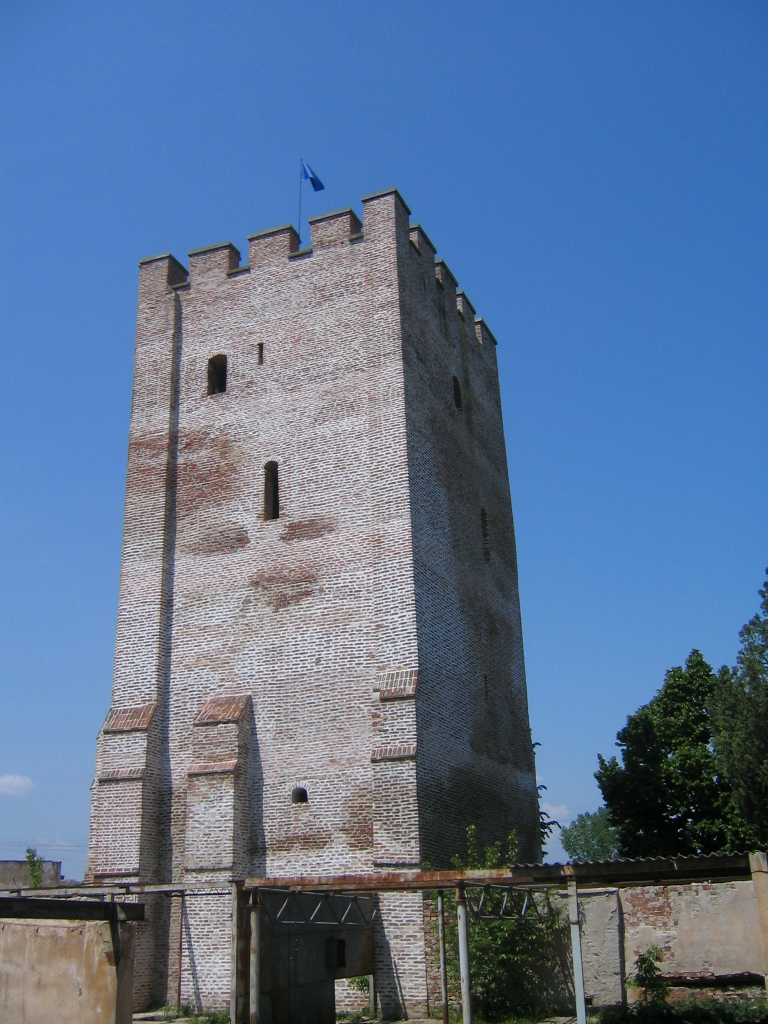
Kula, Mittelalterlicher Turm in Ciacova

Ciacova (deutsch Tschakowa, ungarisch Csák, serbisch Чаково Čakovo) ist eine Stadt im Kreis Timiș in der Region Banat in Rumänien.

## Geographische Lage
Die Stadt liegt 28 Kilometer südwestlich von Timișoara, am linken Ufer der Alten Temesch.

## Nachbarorte
| Peciu Nou | Parța                                       | Jebel  |
| Foeni     | Kompassrose, die auf Nachbargemeinden zeigt | Tormac |
| Giera     | Ghilad                                      | Voiteg |

## Ortsnamen
Im Laufe der Jahrhunderte war die Schreibweise des Ortsnamens recht unterschiedlich: Chaak, Chaac, Czokoa, Czokoan, Czakona, Czakova, Zakovia, Zakovar, Schakowan, Csák, Csakóvár und Csákova. Die erste bekannte deutsche Bezeichnung Tschakowa stammt aus dem Jahre 1786. Der rumänische Ortsname ist Ciacova.

## Geschichte
Urkundlich wurde der Ort erstmals 1220 unter der Bezeichnung Chaak erwähnt, als sich hier eine Wehrburg befand. Der Kula, das Wahrzeichen von Ciacova, ist ein Turm, ein Überbleibsel dieser Wehrburg. Anfangs war der Ort ausschließlich von Rumänen und Serben bewohnt. Die ersten Deutschen kamen 1716 nach Ciacova. 1728 wurde die erste Schule und 1732 die römisch-katholische Kirche erbaut. Ciacova erhielt 1795 eine erste Apotheke, 1885 die Ackerbauschule und 1895 errichteten die Notre-Dame Schulschwestern die konfessionelle Mädchenschule.
Am 4. Juni 1920 wurde das Banat infolge des Vertrags von Trianon dreigeteilt. Der größte, östliche Teil, zu dem auch Ciacova gehörte, fiel an Rumänien. 1923 entstand im Gebäude der Klosterschule das rumänische Gymnasium "Alexandru Mocioni", das 1955 in das "Theoretische Lyzeum Tschakowa" umgewandelt wurde.
Noch vor Kriegsende, im Januar 1945, wurden 131 Deutschstämmige (72 Männer und 59 Frauen) aus Ciacova zur Aufbauarbeit in die Sowjetunion verschleppt, davon kehrten 20 nicht mehr zurück.
Das Bodenreformgesetz vom 23. März 1945, das die Enteignung der deutschen Bauern in Rumänien vorsah, entzog der ländlichen Bevölkerung aus Ciacova die Lebensgrundlage. Das Nationalisierungsgesetz vom 11. Juni 1948 in Rumänien sah die Verstaatlichung aller Industrie- und Handelsbetriebe, Banken und Versicherungen vor, wodurch alle Wirtschaftsbetriebe enteignet wurden, unabhängig von der nationalen Zugehörigkeit der Eigentümer. Ciacova war 1951 von der Deportation in die Bărăgan-Steppe betroffen: 59 Personen wurden deportiert, 4 kehrten nicht mehr zurück. Als die Bărăganverschleppten 1956 heimkehrten, bekamen sie die 1945 enteigneten Häuser und Höfe zurück, der Feldbesitz wurde jedoch kollektiviert.

## Wirtschaft
Seit dem Mittelalter wurde in Tschakowa und Umgebung Viehzucht betrieben. Die Viehmärkte von Tschakowa waren weit und breit bekannt. Nach der Ansiedlung der deutschen Bauern und Handwerker im 18. Jahrhundert wurde neben der Viehzucht immer mehr Ackerbau betrieben. Bedingt durch die Wochenmärkte und fünf Jahrmärkte gab es in Tschakowa 20 Gaststätten und ein Hotel. Der Anteil der deutschen Bevölkerung in Ciacova lag bei 50 %.

## Sozialstation
In den 1990er Jahren wurde in Ciacova, dank des Einsatzes des Ortspfarrers Georg Kobor eine Caritas-Station eingerichtet, welche sowohl Bedürfnisanstalten wie das Altenheim in Ciacova, das Kinderheim in Ulmbach, das Waisenhaus in Varadia, die Nervevklink in Jebel, als auch bedürftige Menschen mit Lebensmittel, Arzneimittel, Kleidung unterstützt. Der Caritas-Verband St. Gerhard Ciacova betreibt selber ein Altenheim, ein Kinderheim, das Medizinische Behandlungszentrum, eine Kleiderkammer und ein Möbellager, die Armenküche und die Bäckerei sowie den landwirtschaftlichen Betrieb in Petroman mit Schweinezucht und Metzgerei.
Im Medizinischen Behandlungszentrum, das mit modernster Apparatemedizin ausgestattet ist, haben Ärzte unterschiedlicher Fachrichtungen an bestimmten Wochentagen Sprechstunde.
Der Aufbau und Betrieb dieser Einrichtungen der Caritas Ciacova geschieht mit großer Unterstützung durch die St. Clemens Hospitale Sterkrade. Deren Technischer Direktor Hans Rosenkranz hat mehr als 40 LKW-Konvois von Oberhausen nach Ciacova geführt.

## Einwohner
Bei der Volkszählung im Jahr 2002 ergab sich eine Einwohnerzahl von 7282 Personen. Im Jahr 2007 wohnten noch 5006 Menschen in der Stadt. Die deutlich rückläufige Bevölkerungszahl ergibt sich vorwiegend aus der Ausgliederung der neu geschaffenen Gemeinde Ghilad mit dem Dorf Gad im April 2004.

## Demografie
| Volkszählung | Volkszählung | Nationalität | Nationalität | Nationalität | Nationalität | Nationalität | Nationalität | Nationalität |
| Jahr         | Bevölkerung  | Rumänen      | Deutsche     | Ungarn       | Roma         | Serben       | Slowaken     | andere       |
| ------------ | ------------ | ------------ | ------------ | ------------ | ------------ | ------------ | ------------ | ------------ |
| 1880         | 12.960       | 7.611        | 3.166        | 0 762        | -            | 1.328        | 24           | 069          |
| 1900         | 15.562       | 8.529        | 4.009        | 1.586        | -            | 1.212        | 35           | 191          |
| 1930         | 13.566       | 8.289        | 2.666        | 1.409        | 288          | 0744         | 20           | 150          |
| 1977         | 09.952       | 7.111        | 1.047        | 0987         | 392          | 0355         | 2            | 058          |
| 1992         | 07.457       | 5.802        | 0304         | 0709         | 398          | 0195         | 2            | 047          |
| 2002         | 07.282       | 5.853        | 0193         | 0620         | 424          | 0139         | ?            | 053          |
| 2011         | 05.348       | 4.266        | 088          | 0333         | 229          | 066          | -            | 366          |
| 2021         | 05.434       | 4.278        | 0031         | 0234         | 285          | 0038         | -            | 568          |

## Partnerstädte
Partnerschaftliche Beziehung unterhält Ciacova zu der französischen Stadt Saint-Pardoux-la-Rivière und zur italienischen Stadt Masi Torello.